# Namihei Odaira
Namihei Odaira (小平 浪平 Odaira Namihei?, 15 de enero de 1874 – 5 de octubre de 1951) fue un empresario y filántropo japonés, quién fundó la empresa Hitachi

## Biografía
Nació en la prefectura de Tochigi, que se encuentra en los alrededores de Tokio, a aproximadamente 100 km.
En el año 1900 se graduó de ingeniero electricista en la Universidad de Tokio. Luego de su graduación, empezó a trabajar en la planta de generación eléctrica de una compañía minera. Después de este empleo, tuvo otros más en compañías desempeñándose en el ramo eléctrico.
En 1906 empezó a trabajar con la empresa Kuhara Mining Company como jefe de ingeniería en la mina denominada Hitachi. Su actividad principal en este trabajo en la mina era la de garantizar un suministro eléctrico estable para los usos de la mina y realizar el mantenimiento a los activos eléctricos de la instalación.
Durante este periodo, él y sus compañeros de trabajo empezaron a trabajar en la fabricación de un motor eléctrico de 5 HP. La construcción de este equipo marco el hito de desarrollo que en el futuro sería la empresa Hitachi que fue fundada por Odaira en 1910.
Como el emprendimiento inició como un proyecto al interno de la mina de la propiedad de Kuhara Mining Company, Odaira no fue el primer presidente de Hitachi, sino que este cargo fue desempeñado por el presidente de la mina Fusanosuke Kuhara. Odaira se desempeñó como gerente director de Hitachi desde 1910 a 1929 y como su presidente desde 1929 hasta 1947. Odaira fue relegado de su cargo por las fuerzas de ocupación norteamericanas. En 1951 se levantó la orden y Odaira volvió a la compañía en un cargo de directivo emérito. Al poco tiempo de su regreso a Hitachi, murió a la edad de 77 años.
- Datos: Q6138039
- Multimedia: Namihei Odaira / Q6138039